# Колонсей
Ко́лонсей (англ. Colonsay, гэльск. Colbhasa) — остров в архипелаге Внутренние Гебридские острова, на западе Шотландии. Административно принадлежит округу Аргайл-энд-Бьют.

## Этимология
Название острова происходит из древнескандинавского языка и означает «остров Колбейна». В хрониках XIV века он записан как Coluynsay, XVI века — как Colvansay.

## География
Остров Колонсей имеет условно овальную форму, вытянут с северо-северо-востока на юго-юго-запад, длина его составляет около 13 километров, максимальная ширина до 4,8 километров, высшая точка — 143 метра над уровнем моря. Непосредственно с юга к Колонсею примыкает остров Оронсей, отделённый от него ваттами, то есть водой острова разделены только во время прилива. Ближайшая земля к востоку — остров Джура (около 14 км), к северу — остров Малл (около 17 км), с запада — открытый океан за исключением скалы Ду-Артах, на которой установлен маяк.

## История
Археологические исследования 1995 года обнаружили на острове несколько ям, в большом количестве заполненных обгорелой скорлупой лещины. Радиоуглеродный анализ показал, что возраст скорлупы датируется 7720±110 годом до нашей эры. Судя по всему, образ жизни местных жителей значительно отличался от других обитателей нынешней Шотландии, в частности, колонсейцы, скорее всего, были вегетарианцами.
На острове обнаружены несколько остатков древних городищ. Найденный там в 1870 году крест Riasg Buidhe Cross (VII—VIII вв.) был очищен и заново установлен. Интерес представляют остатки Часовни Святого Катана (около XIV века) В 1549 году описание острова оставил священник Дональд Монро.
C Колонсея происходят клан Макфи и ветвь клана Макнил. Начиная с полковника Арчибальда Макнила Колонсейского, последний клан владел островом с начала XIX до начала XX века, ими был построен Дом Колонсея в 1722 году. В 1904 году этот дом отошёл новому владельцу острова, барону Страткона и Маунт-Ройал, ныне Дом принадлежит его потомкам.
В 1993 году постоянное население острова составило 102 человека, в 2001 году — 108 человек, в 2011 году — 144, то есть прирост населения за 10 лет составил более 33 % (для сравнения: за тот же период прирост населения по всем островам Шотландии составил лишь 4 %). По состоянию на январь 2014 года официальный сайт острова сообщает о 135 жителях. При этом в конце XIX века совокупное население островов Колонсей и Оронсей составляло почти 400 человек.
- Riasg Buidhe Cross[англ.]
- Вид на остров Оронсей
- Во время отлива с Колонсея на Оронсей можно перебраться посуху
- Дом Колонсея[англ.]

## Преступность
На острове практически нет преступности: по состоянию на 1993 год последним преступлением, случившимся здесь, считается измена королю Якову I в 1623 году.
В 2006 году был арестован рабочий из Глазго, который сознался в краже со взломом: он вошёл в незапертый дом и украл 60 фунтов стерлингов. Это было первое преступление на острове за два года и первое за всю его историю, связанное с кражей из дома. Следующее преступление случилось лишь в 2013 году: Лэнд-Роверу местного жителя прокололи все четыре шины, причинив ущерб на 500 фунтов стерлингов.

## Фестивали
Скорее всего, Колонсей является самым маленьким островом в мире среди тех, на которых проводились фестивали регби, при этом на острове даже нет постоянного поля для этой игры.
C 2008 года на острове ежегодно проводится фольклорный фестиваль Ceòl Cholasa. Помимо местных музыкантов и музыкантов с близлежащих островов, на фестивале выступали такие знаменитости как Фил Каннингем, Эли Бейн, Карен Матесон, Карин Полуорт.
C 2012 года на острове ежегодно проводится книжный фестиваль, его гостями становились такие знаменитые писатели как Александр Макколл Смит и Лиз Локхед.

## Прочая информация
Крупнейший населённый пункт и единственный порт острова — Скаласейг с населением около 120 жителей. Все туристы, прибывающие на остров паромом или по воздуху, первым делом обязательно попадают сюда. В Скаласейге есть школа, две церкви, 18-луночное гольф-поле, магазин, почта, фельдшерский пункт, маленькая пивоварня (с 2007 года — таким образом Колонсей стал самым маленьким островом в мире, имеющим собственную пивоварню; в ней работает 10 % от всего трудоспособного населения острова — Крис и Боб), гостиница (построена в 1750 году) и кафе.
Остров обслуживает одноимённый аэропорт — рейсы два раза в неделю в Обан.
Фильм 1945 года «Я знаю, куда я иду!» был снят, в основном, на близлежащем острове Малл, в ленте упоминается вымышленный остров Килоран, которым на самом деле являлся Колонсей.
На острове в большом количестве живут дикие козлы, селятся моевки, бакланы, кайры, коростели, беркуты. На Колонсее расположены полсотни колоний медоносных пчёл Apis mellifera mellifera. В связи с тем, что на материке этот вид исчезает, правительство Шотландии взяло на особый контроль разведение Apis mellifera mellifera.
- Единственная на острове гостиница, паб и кафе
- Городище Dùn Eibhinn[англ.]
- «Стоящий камень» клана Макфи
- Озеро Лох-Фада[англ.]
- Воинский мемориал